# Manrals
Els manrals (en llatí Manrali, en grec antic Μάνραλοι) eren un poble que vivia a la costa de la Còlquida. Se suposa que el nom d'aquest poble es va conservar en el de la regió de Mingrèlia. En parla Claudi Ptolemeu.